# 福特平托
福特平托（Ford Pinto）是福特汽車在北美市場所推出的次緊湊型車，於1970年9月11日推出，1980年停產。最早的型号是两门三厢车，后来也推出了加高行李箱的旅行车版本。该车在10年间销售了3百多万辆。
1978年，該型車款由於燃油系統引發的安全缺陷遭到母公司大規模召回。